# (6644) Jugaku
(6644) Jugaku est un astéroïde de la ceinture principale.

## Description
(6644) Jugaku est un astéroïde de la ceinture principale. Il fut découvert le 5 janvier 1991 à Kitami par Atsushi Takahashi et Kazuro Watanabe. Il présente une orbite caractérisée par un demi-grand axe de 3,20 UA, une excentricité de 0,15 et une inclinaison de 5,4° par rapport à l'écliptique.

## Compléments